# 小行星2854
小行星2854（2854 Rawson）是一颗围绕太阳公转的小行星。1964年5月6日，大衛·麥克里什（David McLeish）在科尔多瓦发现了此天体。
該小行星以阿根廷醫生吉列爾莫·勞森命名。
这颗小行星的绝对星等为280.6581956047163等。